# Miracle eucharistique de Lanciano

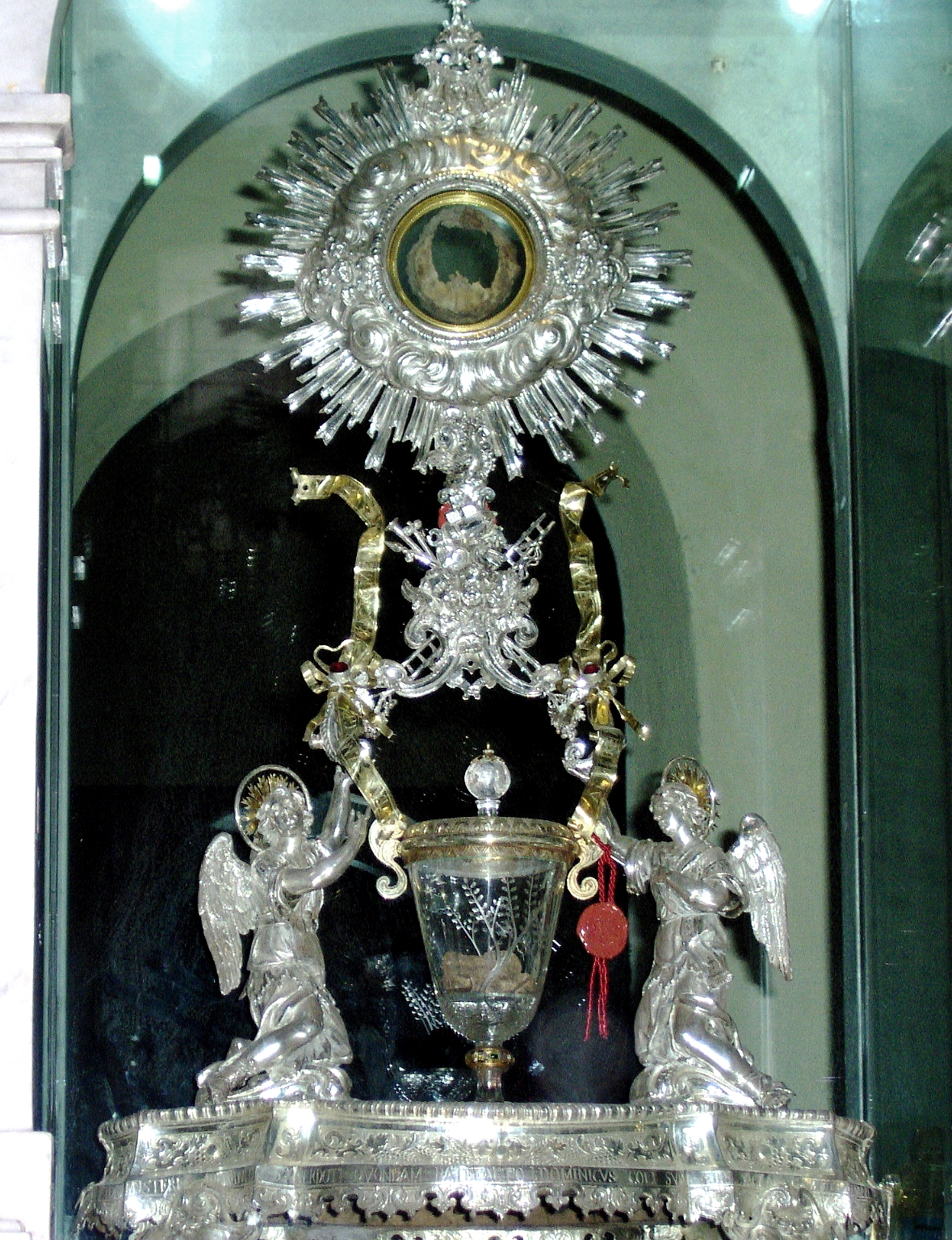
Le reliquaire contenant le morceau de chair et les cinq caillots de sang, dans l'église Saint-François de Lanciano.

Le miracle de Lanciano est un miracle eucharistique reconnu par l'Église catholique qui serait survenu dans la ville de Lanciano, dans les Abruzzes, en Italie vers l'an 700, dans l'église Saints-Légontien-et-Domitien. Durant cet événement, une hostie consacrée aurait été transformée en chair et en sang. Les plus anciennes sources écrites le mentionnant datent cependant du XVIe siècle.
D'après certains auteurs soutenant l'hypothèse d'un miracle au sens où l'entend l'Église catholique, des examens scientifiques menés dans les années 1970 sur les reliques auraient reconnu du sang de groupe AB+ et un tissu cardiaque de type humain.
Il est souvent mis en parallèle avec le miracle eucharistique de Bueno Aires, qui fait état du même phénomène, et plus largement avec le miracle eucharistique de Rome.

## Le miracle
Vers l'an 700, un prêtre aurait été pris d'un doute sur la présence réelle de Jésus-Christ dans les espèces eucharistiques, et aurait alors vu l'hostie consacrée se transformer en chair et le vin en sang.

## Les reliques

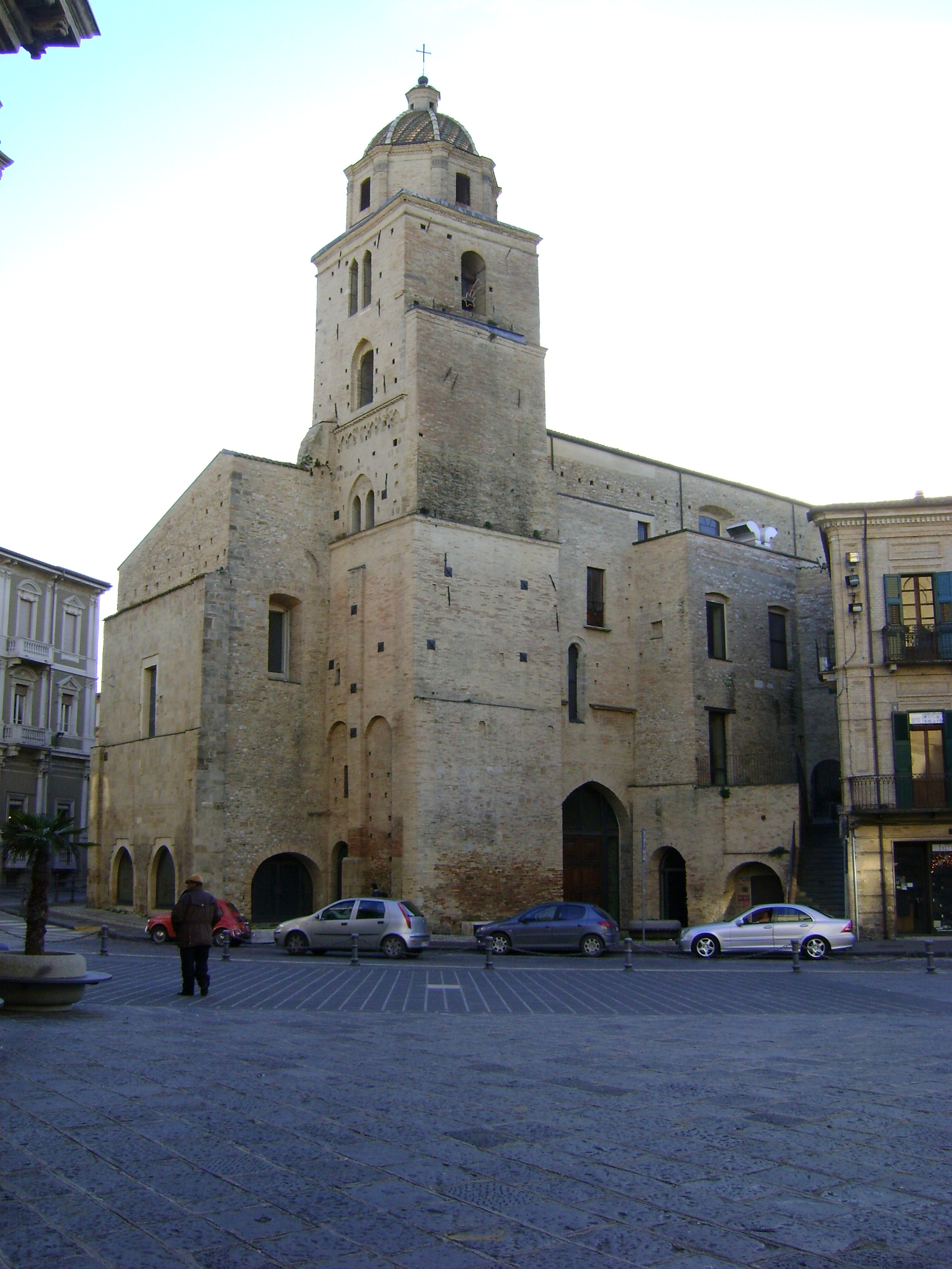
L'église de Saint-François en Piazza Plebiscito

Les reliques, composées d'un morceau de chair et de cinq caillots de sang séché, sont exposées dans l'église Saint-François de Lanciano, construite au XIIIe siècle. Depuis 1923, le morceau de chair se trouve dans un ostensoir, et les caillots de sang dans un calice en cristal. Elles font l'objet d'un pèlerinage.
Un acte notarial de 1566 explique que les reliques, après avoir été placées sur un autel situé à droite de la nef de l'église, ont été cachées non loin de Lanciano par peur d'une invasion des Ottomans à cette époque.

## Analyses
Il s'agit du premier miracle eucharistique à faire l'objet d'une analyse dans les années 1970.
À la demande de l'archevêque de Lanciano, les franciscains de Lanciano, gardiens des reliques, font expertiser les reliques par Odoardo Linoli, professeur d'anatomie, responsable du laboratoire de l'hôpital d'Arezzo, qui pratique des examens les 18 novembre 1970 et 4 mars 1971. Les résultats sont publiés dans la revue médicale italienne Quaderni Sclavo di Diagnostica. Il arrive à la conclusion que l'hostie est effectivement faite de chair humaine (des tissus cardiaques), et que les caillots étaient de sang humain, tous deux de groupe AB,. La validité de l'analyse est ensuite confirmée par le professeur Ruggero Bertelli, sans toutefois que cela fasse objet d'une publication scientifique. Selon le professeur Linoli, il s'agissait de sang frais sans substance de conservation,. 
Un échantillon aurait également été comparé avec celui du miracle eucharistique de Buenos Aires, qui a eu lieu en 1996 en Argentine et a été analysé plusieurs fois dans les années 2000,. Alors que l'origine des deux échantillons est cachée aux experts, ils auraient conclu au même groupe sanguin (AB+) et ADN.
Silvano Fuso (it), membre du CICAP (it) (organisation sceptique italienne), souligne l'absence de sources écrites antérieures au XVIe siècle, qui de son point de vue ne plaide pas en la faveur de l'authenticité d'un miracle de cette importance censé être survenu au VIIIe siècle.
Il est parfois prétendu que l'OMS aurait nommé en 1973 une commission scientifique pour vérifier les conclusions du professeur Linoli, commission qui aurait remis un rapport en 1976 après une série de 500 analyses en 15 mois,. Il s'agit d'une fausse information : le document, consulté chez les franciscains du sanctuaire de Lanciano, a été fabriqué par addition de maigres mentions de la relique de Lanciano à un rapport traitant exclusivement de momies égyptiennes.
Une étude publiée en 2024 dans le Journal of Forensic Science and Research formule plusieurs critiques concernant la méthodologie de l'analyse scientifique, remettant en cause la fiabilité de l'identification au sang humain à cause du peu d'autres espèces testées pour la réactivité croisée potentielle des antisérums utilisés, et des techniques utilisées (méthode d’Ochterlony, et diffusion zonale) au vu de l'état de l'échantillon ; et de l'analyse de groupe sanguin du fait d'une pollution bactérienne possible.

## Position de l'Église
Il s'agirait du plus ancien miracle eucharistique reconnu par l'Église catholique, même si les premiers documents qui en attestent ne remontent qu'à 1586. 
Dans une lettre publique du 4 octobre 2004, le pape Jean-Paul II qualifie l'évènement de "miracle eucharistique" et affirme être allé visiter les reliques à Lanciano lorsqu'il était cardinal. 
Le miracle de Lanciano fait partie d'un documentaire de 2018 du Dicastère pour la communication du Saint-Siège sur les miracles eucharistiques.